# Metasomatóza

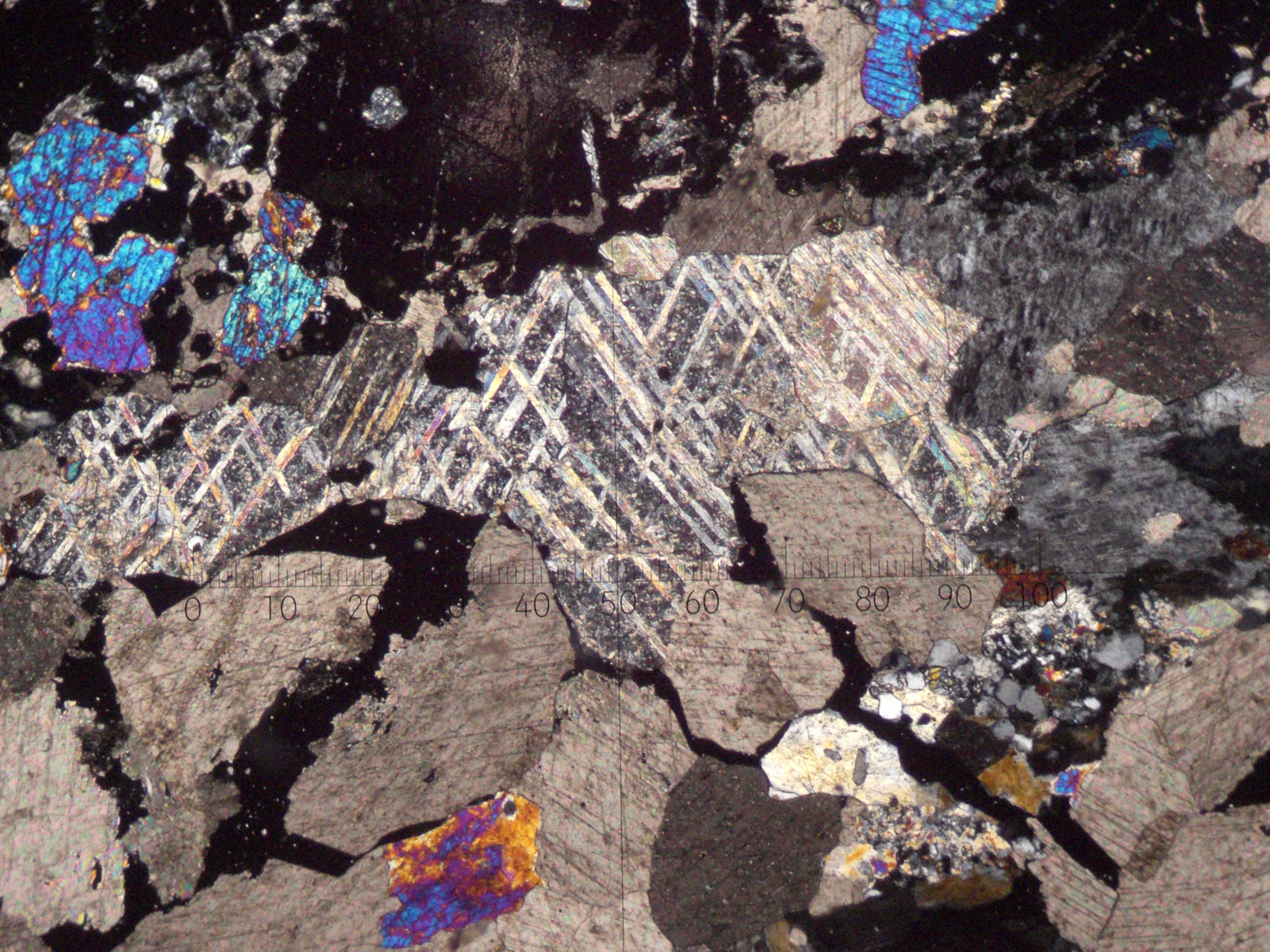
Skarn ve výbrusu v polarizačním mikroskopu.

Metasomatóza (jiné názvy: zatlačování, substituce, nahrazování, alterace) je proměna hornin při níž dochází k výrazným chemickým změnám původní horniny (protolitu), nejčastěji působením hydrotermálních roztoků a/nebo plynné fáze. Má převážně retrográdní charakter, zdroje látek jsou často zcela neznámé a předpokládá se však jejich endogenní původ.
Lze rozeznat více typů metasomatózy. V magmatických horninách to je například feldspatizace, serpentinizace, serpentinizácia a jiné. Důležitou úlohu hraje specifická tízkoteplotní metasomatóza u usazených hornin, jako v případě prokřemenění (silicifikacie), dolomitizacie nebo hematitizace. Někdy také dochází k zatlačování různých typů hornin rudnými minerály. Výsledkem metasomatózy jsou metasomatity.

## Mechanismus
K metasomatóze může docházet při různých teplotách a tlacích. Nejintenzivnější je pneumatolitická a hydrotermální metasomatóza, která může vést k rozsáhlé přeměně lehce rozpustných (zatlačitelných) hornin jako jsou vápence a dolomity. Samotný mechanismus zahrnuje proces rozpouštění, transportu a vysrážení z migrujících fluid. Původní minerály jsou postupně rozpouštěny a nahrazovány jinými. Při tom je hornina stále v pevném stavu, nemění svůj objem. Přínos a odnos látek se děje prostřednictvím vodných roztoků a plynů, které horninou pronikají.

## Typy metasomatitů
- Reakční a infiltrační Skarn
- Greiseny
- Serpentinity